# Liste der Baudenkmäler in Thorr
Die Liste der Baudenkmäler in Thorr enthält die denkmalgeschützten Bauwerke auf dem Gebiet von Bergheim-Thorr in Nordrhein-Westfalen (Stand: April 2010). Diese Baudenkmäler sind in der Denkmalliste der Stadt Bergheim eingetragen; Grundlage für die Aufnahme ist das Denkmalschutzgesetz Nordrhein-Westfalen (DSchG NRW).

| Bild                                       | Bezeichnung                                                 | Lage                              | Beschreibung | Bauzeit                        | Denkmal- nummer | Eintragung Aktenzeichen |
| ------------------------------------------ | ----------------------------------------------------------- | --------------------------------- | --- | ------------------------------ | --------------- | ----------------------- |
| Wegekreuz südlich von Thorr                | Wegekreuz südlich von Thorr                                 | an der Flur „Im großen Feld“ Lage | Ein dem Hochkreuz auf dem Friedhof von Thorr, Pfarrer-Röhrig-Straße, völlig gleichendes Wegekreuz, jedoch mit einigen Zerstörungen; so ist die Inschrift im Sockel nicht mehr lesbar, die im Aufsatz nur teilweise, der Kragstein und die Sakramentskonsole stark beschlagen, das Kruzifix erneuert, ohne Korpus. | Ende des 19. Jahrhunderts      | 229             | 15. März 1996 AZ: 301   |
| Haus Laach                                 | Haus Laach                                                  | Lage                              | Von dem stattlichen mittelalterlichen Stammsitz der Herren von Laach ist die Ruine der spätgotischen Torburg aus Backstein aus dem 16/17. Jahrhundert mit spitzbogiger Durchfahrt und einem an der Südostecke angebauten achteckigen Treppenturm sowie die Burginsel mit dem ehemaligen inzwischen ausgetrockneten Grabenbereich erhalten. Das Kellergewölbe und der Sockelbereich des seitlichen ruinösen Wohngebäudes – erbaut Ende des 19. Jahrhunderts – sind von älteren Gebäuden übernommen. | 16/17. Jahrhundert             | 18              | 28. Juli 1987 AZ: 28    |
|                                            | Bildstock an der Grundstücksgrenze zu Haus Laach            | Koordinaten fehlen! Hilf mit.     | Backsteinbildstock auf quadratischem Grundriss, 4-seitig übergiebelt, Schauseite mit flachem Wandfeld, nach oben 2-fach rundbogig geschlossen; im Wandfeld rundbogige, vergitterte Nische. Die vollplastische Franziskusfigur wurde entwendet. | Ende 19. Jahrhundert           | 230             | 19. März 1996 AZ: 300   |
| Bild gesucht BW                            | Friedhof                                                    | Pfarrer-Röhrig-Straße Lage        | Hochkreuz, Ende 19. Jh., 1924 renoviert von der Gemeinde Thorr; etwa 4,5 m hoch, gestuftes Podest, darauf Aufsatz mit Inschriftfeld, abschließendem Kragstein und Sakramentskonsole, darüber Aufsatz mit spitzbogiger Muschelnische, abschließend Kruzifix mit geschweiften Balkenenden und Metallkorpus; Inschrift: „Oh gekreuzigter Heiland du, gibt den Seelen die ewige Ruh“; im Podest dazu: „Gewidmet von den Eheleuten Gutsbesitzer Johann Engels und Rosa geborene Hoffsümmer aus Widdendorf“; Auf dem Friedhof eine Anlage zum Gedenken an die Gefallenen des Zweiten Weltkrieges; |                                | 238             | 13. Sep. 1996 AZ: 128   |
| Katholische Pfarrkirche St. Simon und Juda | Katholische Pfarrkirche St. Simon und Juda                  | Römerstraße 23 Lage               | Erbaut 1893/1895 3-schiffige, schiefergedeckte Backsteinkirche mit eingestelltem, 6-seitigem, 3-geschossigem Westturm mit 6-seitiger verschieferter Haube und eingezogenem 5/8-Chorschluss; Seitenschiffe im Osten und Westen gerade geschlossen, über dem letzten Joch jeweils ein Zeltdach; kleine Eingangsvorbauten mit Pyramidendächern im Zwickel zwischen Turm und Seitenschiffen, Sakristeianbau zwischen Chor und südlichem Seitenschiff; Langhaus gegliedert durch 2-fach gestufte Strebepfeiler, umlaufender Sockel, Sohlbankgesims mit Werksteinabdeckung, gestufte Traufzone aus hochgestellt vermauerten Backsteinen. | 1893/1895                      | 49              | 11. Okt. 1989 AZ: 109   |
| weitere Bilder                             | Kirchturm Alte Pfarrkirche St. Simon und Juda („Römerturm“) | Lage                              | Um 1500 eine Kapelle bezeugt, die zwischen 1670 und 1681 Pfarrkirche wurde; nach Neubau an anderer Stelle wurde die seit 1896 unbenutzte Kirche abgebrochen; der erhaltene Turm 1952/53 restauriert; Alter, von einer Backsteinmauer umfriedeter kleiner Friedhof am Ortsausgang Richtung Bergheim-Ahe, darin ein dreigeschossiger Backsteinkirchturm; | 16. Jahrhundert                | 76              | 5. Juni 1991 AZ: 136    |
| Bild gesucht BW                            | Alte Pfarrkirche St. Simon und Juda/Friedhof (Römerturm)    | Lage                              | Auf dem Friedhof einige Grabsteine des 17. und 18. Jh., dazu ein Kriegerehrenmal an der Südseite des Turmes; unter den Grabsteinen zwei von 1662, einer von 1686, weitere mit unlesbaren Datierungen; besonders aufwendig der Grabstein von 1686, 1-seitig mit reliefiertem Totenkopf, Wappenkartusche und ausführlicher Inschrift, auf der Rückseite Relief eines fliegenden Engels; weiterhin bemerkenswert ein Grabstein mit rundem oberen Abschluss, der in einen gezackten Rand ausläuft, im Zentrum ein Blütenrelief; Kriegerehrenmal, etwa 3,5 m hoch, Material Sandstein, gestufter Sockel, darauf Aufsatz mit Inschriftplatte, darüber Kruzifix mit Metallkorpus; auf der Inschriftplatte die Namen der Gefallenen des Ersten Weltkrieges, darunter „Errichtet von der Gemeinde Thorr im Jahre 1920“. |                                | 77              | 5. Juni 1991 AZ: 136    |
|                                            |                                                             | Römerstraße 2 Lage                | Das Backsteingebäude Römerstraße 2 liegt unmittelbar am Ortseingang von Thorr. Die Hauptstraße des Ortsteiles geht zurück auf die alte Römerstraße und ist beidseitig mit niedrigen ein-/zweigeschossigen ländlichen Wohnhäusern und kleinen landwirtschaftlichen Anwesen bebaut, die für Thorr charakteristisch sind. Das eingeschossige Backsteinwohnhaus mit 4 Achsen liegt traufständig zur Straße. Ein Wirtschaftstrakt mit stichbogiger Durchfahrt schließt einseitig an. | Um 1870                        | 124             | 22. Okt. 1992 AZ: 124   |
|                                            |                                                             | Römerstraße 12 Lage               | 2-geschossiges Wohnhaus auf gedrungen 2-flügeligem Grundriss mit 1-seitig abgewalmtem Dach; die zur Zievericher Straße gewandte, 5-achsige Fassade ist verbrettert, in der Verbretterung Quaderimitation; hochrechteckiger Mitteleingang mit Oberlicht und neuem Türblatt, 5 Achsen hochrechteckiger Fenster mit profilierten Holzgewänden und Dreiecksgiebeln aus Holz als Verdachung, gestufte Traufzone mit Zahnschnitt; der zur Römerstraße gewandte Flügel 3-achsig, die äußerste Fensterachse wahrscheinlich erneuert, die übrigen Fenster leicht stichbogig, mit Werksteinrahmen und Werksteinsohlbänken. | Um 1860                        | 98              | 3. März 1992 AZ: 125    |
| Bild gesucht BW                            |                                                             | Römerstraße 36 Lage               | 1-geschossiges, ländliches Backsteingebäude mit integriertem Wirtschaftsteil und beidseitiger Anschlussbebauung, durch Lage und Typ Teil der historischen Bebauung entlang der Römerstraße; Wohnteil 5-achsig, Öffnungen einfach eingeschnitten, stichbogig, überhöhter Mitteleingang, korbbogige Einfahrt im Wirtschaftstrakt, abgesetzter Sockel. | Um 1870                        | 90              | 4. Sep. 1991 AZ: 126    |
| Bild gesucht BW                            |                                                             | Römerstraße 38 Lage               | Eingeschossiges, ländliches Wirtschaftsgebäude mit integriertem Wirtschaftsteil, beidseitig Anschlussbebauung, Wohnteil 4-achsig, Öffnungen stichbogig, Eingang mit betontem Rahmen und Scheitelstein, Zuganker in S-Form; Einfahrt in den Wirtschaftstrakt stichbogig, in paarweiser Anordnung zur Einfahrt von Nr. 36; Teil der historischen Bebauung entlang der Römerstraße. | Um 1880                        | 91              | 10. Sep. 1991 AZ: 127   |
| Bild gesucht BW                            |                                                             | Römerstraße 51 Lage               | Repräsentatives, 2-geschossiges, ländliches Wohnhaus, 1-seitig mit Anschlussbebauung, der 2. Giebel liegt frei und ist verputzt; Straßenfassade mit gelbem Klinkermaterial verkleidet, Wohnteil 4-achsig mit seitlichem, übergiebeltem Risalit, darin der stichbogige Eingang mit profiliertem Gewände; alle Öffnungen stichbogig, Fenster mit abgefassten Gewänden und Sohlbänken, im OG des Risalites in flachen Mauerfeldern liegend; | Ende 19. Jh.                   | 94              | 30. Jan. 1992 AZ: 131   |
|                                            |                                                             | Römerstraße 54 Lage               | 2-geschossiges Wohnhaus aus Backstein, traufständig zur Straße liegend, mit sehr hohem, abgesetztem Sockel, darin die liegenden Rechteckfenster des Kellers freiliegend; erneuertes Dach, Straßenfassade verputzt, gegliedert durch 3 Achsen hochrechteckiger Fenster mit Werksteinsohlbänken, hochrechteckiger Mitteleingang mit vorliegender, 2-läufiger Freitreppe, Putznutungen, Eckquaderung, im EG im Wechsel mit aufgeputzten Bossenquadern, Geschosstrennungsgesims, Kastengesims aus Werkstein an der Traufe, 1-seitige Anschlussbebauung, an der 2. ein niederes, späteres Backsteinwirtschaftsgebäude, wahrscheinlich verkürzt; Rückseite 3-achsig, Fenster mit Holzschlagläden. | Kurz nach 1850                 | 95              | 30. Jan. 1992 AZ: 132   |
|                                            |                                                             | Römerstraße 66 Lage               | Das Gebäude liegt unmittelbar vor der ehemaligen „Römer-Brauerei“ und diente früher als Verwaltungs- und Wohngebäude der Brauerei. Das stattliche 2-geschossige Gebäude ist vollständig verputzt. Neben der seitlichen, zur Brauerei gewandten Durchfahrt befindet sich ein schmalerer, übergiebelter 2-geschossiger Treppenhaustrakt, darin der eingezogene, überdachte Eingang mit originalem Türblatt. Die Straßenfassade wird durch ein überdimensionales Zwerchhaus und 4 Fensterachsen gegliedert. | 1910                           | 64              | 17. Okt. 1990 AZ: 113   |
| Brauerei                                   | Brauerei                                                    | Römerstraße 68 Lage               | Brauereianlage bestehend aus Sudhaus, Kesselhaus, Toilettenhaus, rückwärtigem Speicherbau und seitlichem Wirtschaftsgebäude. Die Römerbrauerei dokumentiert die wirtschaftlichen und technischen Verhältnisse dieser Zeitepoche. Für einen Industriebau des späten 19. Jahrhunderts weist das Brauereigebäude aus Backstein eine gehobene architektonische Gestaltung auf. Die rundbogigen Fenster mit gusseisernen Sprossen sind teilweise paarweise zusammengefasst. Die Forderfront wird durch die Fenster übergreifende Backsteinblenden betont. Die Schauseiten der Industrieanlage werden durch Absetzungen in hellerem Ziegelmaterial gegliedert. | Ende des 19. Jahrhunderts      | 46              | 1. Aug. 1989 AZ: 29     |
| Fachwerkhaus                               | Fachwerkhaus                                                | Römerstraße 68 Lage               | Das 2-geschossige Fachwerkhaus auf langgestrecktem, rechteckigem Grundriss mit einem massiven und abgesetzten Sockel wurde kurz nach 1800 erbaut. Der freiliegende Giebel besitzt ein vorgeblendetes, verputztes Backsteinmauerwerk. An der Rückseite befindet sich ein 1-geschossiger Anbau aus verputztem Fachwerk mit rechteckigen Fenstern und Blockzargen. Die Straßenfassade ursprünglich mit 2-achsigem, seitlichen Wirtschaftsteil, der heute im Erdgeschoss anstelle der ehemaligen rechteckigen Durchfahrt 2 Fenster aufweist. | Kurz nach 1800                 | 65              | 17. Okt. 1990 AZ: 114   |
|                                            |                                                             | Römerstraße 70 Lage               | 1-geschossiges, langgestrecktes Fachwerkhaus, traufständig zur Straße liegend, beidseitig Anschlussbebauung, sehr niedriger, abgesetzter, massiver Sockel; straßenseitig Ziegelausfachung, am über das Nachbarhaus Nr. 72 hinausragenden Giebel, Fachwerk mit Lehmausfachung sichtbar; zwei traufseitige Eingänge, einer davon am Gebäudeende, Fenster mit profilierten Holzrahmen und Sohlbänken, einige Unterzüge mit Zapfenschlössern; Wirtschaftsgebäude an der Rückseite zugeordnet. | 18. Jahrhundert                | 86              | 28. Aug. 1991 AZ: 134   |
| Bild gesucht BW                            |                                                             | Römerstraße 90 Lage               | Backsteinhof, Wohnhaus traufständig zur Straße an einer Seite des Gevierts liegend, integrierter Wirtschaftsteil; Wohnteil 5-achsig, abgesetzter Sockel, darin beidseitig des Einganges die Kellerfenster freiliegend; stichbogiger Mitteleingang mit vorliegender Freitreppe, originalem Türblatt und Oberlicht, beidseitig zugeordnet 2 stichbogige, einfach eingeschnittene Fenster mit Werksteinsohlbänken; seitlich die große, korbbogige Durchfahrt, gestufte Traufzone mit Zahnschnitt; 1-seitig mit Anschlussbebauung, freiliegender Giebel verputzt. | Um 1870                        | 96              | 31. Jan. 1992 AZ: 135   |
| Haus Thorr                                 | Haus Thorr                                                  | Lage                              | Haus Thorr, zweiteilige Burganlage. Das Objekt ist als zweigeschossiger barocker Wohnbau mit Resten der ehemaligen, heute trockenen Wassergräben, Brücke und Vorburgenbereich. |                                | 5               | 24. Jan. 1983 AZ: 5     |
| Bild gesucht BW                            |                                                             | Zievericher Straße 2 Lage         | Landwirtschaftliches Anwesen an einer Straßenecke gelegen, Wohnhaus 2-geschossig, Backstein, traufseitig zur Zievericher Straße an einer Seite des Gevierts liegend. | Mitte 19. Jh.                  | 102             | 8. Apr. 1992 AZ: 129    |
| Valderhof                                  | Valderhof                                                   | Zievericher Straße 4 Lage         | Kleines, landw. Anwesen, Wohnhaus 1-geschossig, Backstein, Ecklage, giebelständig zur Zievericher Straße; 1-seitig anschließender, niederer Backsteinwirtschaftstrakt mit großer korbbogiger Einfahrt, Fenster leicht stichbogig in unregelmäßiger Anordnung, einfach eingeschnitten, Werksteinsohlbänke; die nach außen gewandte Traufseite auffällig wenig durchfenstert, in der Verlängerung des Wohnhauses ein niederes Fachwerkwirtschaftsgebäude mit ausgeziegelten Gefachen, dazu rechtswinklig die große Fachwerkscheune, ebenfalls mit Ausziegelung. | Mitte 19. Jh.                  | 113             | 19. Aug. 1992 AZ: 130   |
| Bild gesucht BW                            |                                                             | Zievericher Straße 9 Lage         | Ländliches Anwesen, Wohnhaus traufständig, aus der Flucht der übrigen Bebauung weit zurückliegend; abgesetzter, verputzter Sockel, darin rechts vom Eingang die Kellerfenster freiliegend; seitlich niederer Wirtschaftsanbau mit korbbogiger Einfahrt, auf der gegenüberliegenden Seite eingezogener Eingangstrakt. | 1900 inschriftlich datiert     | 87              | 29. Aug. 1991 AZ: 137   |
|                                            |                                                             | Römerstraße 8 Lage                | Das landwirtschaftliche Anwesen stammt vermutlich aus der 2. Hälfte des 19. Jahrhunderts. Eine Überformung im Jahre 1923 wird durch eine Datierung über dem Mitteleingang nachgewiesen. Das traufständig zur Straße liegende, 2-geschossige Wohnhaus aus Backstein ist teilweise verputzt. Die Fassade wird gegliedert durch 5 Achsen und einem hochrechteckigen Mitteleingang mit Oberlicht und aufwendiger Putzrahmung. Die beidseitig zugeordneten einfach eingeschnittenen, hochrechteckigen Fenster werden durch verbindende Sohlbankgesimse zusammengefasst. Die Rolladenschabracken sind noch in originalem Zustand. | 2. Hälfte des 19. Jahrhunderts | 32              | 16. März 1989 AZ: 89    |